# Пантый
Пантый — нежилой посёлок на берегу реки Яренга в Ленском районе Архангельской области.

## География
Пантый находится в 25 км к северу от села Яренск, в таёжной местности.

## История
Посёлок был организован в 1930 году как посёлок для переселения крестьян, раскулаченных в рамках сплошной коллективизации. Основным занятием спецпереселенцев была заготовка леса, впоследствии было разрешено заниматься и сельским хозяйством. Сюда ссылали крестьян из Белоруссии, немцев Поволжья, кубанцев, после 1940 года ещё и жителей Западной Украины. Разрешение на выезд за пределы района жители получили только в 1954 году.